# Криворучко, Алексей Юрьевич
 Алексе́й Ю́рьевич Кривору́чко (род. 17 июля 1975, Ставрополь) — российский государственный деятель, заместитель министра обороны Российской Федерации с 13 июня 2018 года. Действительный государственный советник Российской Федерации 1 класса (2021).

## Биография
Родился 17 июля 1975 года в Ставрополе.
Окончил Государственный университет управления (2005 год), Российскую академию государственной службы при Президенте Российской Федерации (2010 год) и курсы Военной академии Генерального штаба Вооружённых Сил Российской Федерации.
С 1999 по 2001 год работал заместителем генерального директора, генеральным директором ОАО «Ростовский завод гражданской авиации № 412». С 2004 по 2005 год — советник заместителя Генерального директора по материально-техническому обеспечению в ОАО «Аэрофлот — Российские авиалинии».
В 2006 году работал главным экспертом, консультантом департамента региональных и офсетных программ в ФГУП «РОСОБОРОНЭКСПОРТ». С 2006 по 2009 год занимал ряд должностей в ОАО «АвтоВАЗ»: заместитель генерального директора по сбыту и техническому обслуживанию, исполнительный директор по продажам, вице-президент по продажам и маркетингу, старший вице-президент по продажам и маркетингу.
С 2010 по 2018 год занимал должность генерального директора ООО «Аэроэкспресс».
С 2014 по 2018 год занимал должность генерального директора АО Концерн «Калашников».
Указом Президента Российской Федерации от 13 июня 2018 года назначен заместителем Министра обороны Российской Федерации. Курирует вопросы организации военно-технического обеспечения Вооружённых сил, планирование развития вооружения, военной и специальной техники, контроль за выполнением гособоронзаказа, организацию в ВС патентно-лицензионной, изобретательской и рационализаторской работы.
Является членом Совета директоров Акционерного общества «Объединённая судостроительная корпорация», ПАО «Промсвязьбанк», АО «КТРВ».
В 2019 году вошел в рейтинг богатейших силовиков России по версии Forbes (второе место). Его доход по итогам 2018-го составил 119,2 млн рублей.
Владеет элитной недвижимостью на Рублёвке (особняк 1500 м2 и земельный участок 35 соток), а в 2011 году открыл в Майами (США) фирму под названием 5256 Fisher Island Drive.
Лауреат премии «Персона года» в 2011 году за вклад в развитие транспортной инфраструктуры.

## Семья
Женат на обладательнице титула «Мисс Москва-2001» Екатерине Тороповой, имеет троих детей. Дочери Софья и Анна родились в США, имеют гражданство этой страны.

## Награды и звания
- Орден «За заслуги перед Отечеством» 2 степени
- Орден Александра Невского
- Орден «За военные заслуги»
- Орден Мужества[9]
- Орден Дружбы
- Почётный машиностроитель Российской Федерации
- Медаль «За укрепление боевого содружества» (Минобороны России)
- Медаль «Участнику военной операции в Сирии»
- Медаль «За достижения в области развития инновационных технологий»
- Медаль «За заслуги в специальной деятельности»
- Медаль «За вклад в реализацию государственной программы вооружения» 4.09.2019
- Медаль «За содействие Росгвардии»
- Медаль За содружество во имя спасения
- Медаль «85 лет гражданской обороне»
- Медаль «100 лет органам государственной безопасности» (ФСО)
- 9-мм пистолет Беретта-92ФС
- другие ведомственные медали и знаки
- Действительный государственный советник Российской Федерации 3 класса (2018)
- Действительный государственный советник Российской Федерации 2 класса (2019)[10]
- Действительный государственный советник Российской Федерации 1 класса (2021)

## Санкции
15 октября 2020 года против Алексея Криворучко введены санкции Европейского союза в связи с отравлением политика Алексея Навального так как он «отвечает за оказание помощи лицам, которые выполняли или были причастны к отравлению Алексея Навального». Санкции предусматривают запрет на въезд в ЕС и на финансовые операции, а также замораживание активов.
В связи со вторжением России на Украину находится под санкциями разных стран. С 15 марта 2022 года находится под санкциями Великобритании. С 15 марта 2022 года находится под санкциями Соединенных Штатов Америки. С 21 марта 2021 года находится под санкциями Канады. С 25 февраля 2022 года находится под санкциями Австралии. С 18 марта 2022 года находится под санкциями Японии. С 3 мая 2022 года находится под санкциями Новой Зеландии. 15 сентября 2023 года повторно попал под санкции США, кроме того под американские санкции попала супруга, Екатерина Владимировна Криворучко.
23 февраля 2024 года Алексей Криворучко включён в санкционный список стран Евросоюза:

Является заместителем министра обороны России, он отвечает за логистику, техническое обеспечение и закупки вооружений для российских вооруженных сил. Таким образом, он несёт ответственность за агрессивную войну России против Украины. Он также является членом совета директоров «Тактическое ракетное вооружение», поставщика вооружений для Министерства обороны России по государственному заказу. Он также является членом наблюдательного совета «Промсвязьбанк», госбанка, который работает в Крыму. — «Официальный журнал Европейского союза», Брюссель, 23 февраля 2024 года